# Mohamed Mahmoud Ould Louly
Mohamed Mahmoud Ould Louly —en árabe: محمد محمود ولد أحمد لولي‎— (Tidjikja, 1 de enero de 1943-Nuakchot, 16 de marzo de 2019) fue un político mauritano, presidente de Mauritania y presidente del Comité Militar de Salvación Nacional (CSMN) desde 3 de junio de 1979 al 4 de enero de 1980.

## Biografía
Louly, quien se había formado en academias militares francesas, entró en el ejército de Mauritania en noviembre de 1960, año en que este país obtuvo su independencia. A continuación, se hizo cargo de varios altos cargos en el gobierno de Moktar Ould Daddah.
En 1978, fue miembro fundador del Comité Militar de Salvación Nacional (CMRN), que, bajo el liderazgo de Mustafa Ould Salek dio un golpe de Estado militar el 10 de julio de 1978 contra el presidente Moktar Ould Daddah a causa del conflicto del Sahara Occidental. 
El 6 de abril de 1979 un segundo golpe de Estado, dirigido por los coroneles Ahmad Ould Bouceif y Mohamed Khouna Ould Haidalla redujo a Ould Salek a la condición de figura decorativa, como presidente de la nueva junta reemplazante,  el Comité Militar para la Salvación Nacional (CMSN). El 3 de junio siguiente fue sustituido en dicho cargo por el coronel Mohamed Mahmoud Ould Louly.
Siete meses más tarde —el 4 de enero de 1980— fue depuesto por su primer ministro, Mohamed Khouna Ould Haidalla.
| Predecesor: Mustafa Ould Salek | Jefe de Estado de la República Islámica de Mauritania (Comité Militar para la Salvación Nacional) 1979-1980 | Sucesor: Mohamed Khouna Ould Haidalla |

## Référencia
- Datos: Q642826
- Multimedia: Mohamed Mahmoud Ould Louly / Q642826